# Art Kane
Art Kane, pseudonimo di Arthur Kanofsky (New York, 9 aprile 1925 – 3 febbraio 1995), è stato un fotografo statunitense.

## Biografia
La sua attività si è svolta prevalentemente nel mondo della moda e della musica. Il suo scatto più famoso è stato anche il primo: si tratta della foto nota col titolo di A great day in Harlem o più semplicemente Harlem 1958, apparsa sulla rivista Esquire, e unanimemente considerata la più importante foto di jazz di tutti i tempi. Realizzata partendo da un'idea del futuro regista Robert Benton, allora editor della rivista, per accompagnare un articolo sulla golden age del jazz, l'immagine riunisce 57 grandi jazzisti, convocati per l'occasione da Kane, allora giovane giornalista freelance e art director di Esquire, in una mattina d'estate del 1958: il luogo prescelto fu il quartiere newyorchese di Harlem, e in particolare la 126a strada, tra la Fifth Avenue e la Madison Avenue: l'eccezionalità dell'immagine consiste nell'aver riunito, tutti insieme, un così elevato numero di musicisti di grande caratura, esponenti di tutte le generazioni jazzistiche; da Count Basie a Charles Mingus, da Coleman Hawkins a Thelonious Monk.
Sulle circostanze in cui nacque questa foto è stato realizzato nel 1994 un documentario, A great day in Harlem, firmato da Jean Bach, e nominato nel 1995 per l'Oscar al miglior documentario.
Durante la seconda guerra mondiale, Art Kane militò in una unità dell'esercito statunitense nota come The Ghost Army, il cui compito era quello di confondere il nemico servendosi di mezzi audio, video e fotografici, e che costituì una grande fucina di futuri professionisti dell'immagine.
Nel 1979 ha tenuto un corso "La fotografia come teatro" nell'ambito della manifestazione Venezia 79 La Fotografia, patrocinata dall'UNESCO e dall'international Center of Photography.
Oltre a fotografare il mondo del jazz, Art Kane ha fotografato grandi star del rock come i Rolling Stones, Bob Dylan e i Who, ottenendo attestati di stima da personaggi come Andy Warhol.